# Carcinomastax seyrigi
Carcinomastax seyrigi är en insektsart som beskrevs av Marius Descamps 1964. Carcinomastax seyrigi ingår i släktet Carcinomastax och familjen Euschmidtiidae. Inga underarter finns listade i Catalogue of Life.